# Portia (žival)
Portia je rod pajkov, ki spada v družino skakačev. Prebivajo na območju Afrike,  Avstralije, Indijske podceline in Jugovzhodne Azije. Prehranjujejo se predvsem z ostalimi pajki, znani pa so po sposobnostih učenja, načrtovanja in reševanja problemov, kar nakazuje na določeno mero inteligence, sicer značilno za mnogo večje živali.

## Telesne značilnosti
Samci merijo 5-7 mm v dolžino, samice pa so nekoliko večje, od 6-9 mm. Imajo razmeroma dolge noge in veliko, oglato glavoprsje. Na nogah in zadku ovalne oblike se po navadi nahajajo šopi belih, rjavih in črnih dlačic, zaradi česar imajo v mirovanju podobo odpadlega listja. Sprednji par oči je dokaj velik proti ostalim očem, kar je značilno za skakače, in je pomemben za oster vid. Ostalih šest oči je pomembnih za zaznavanje premikov.

## Življenjski prostor in navade
Pajki iz omenjenega rodu prebivajo v tropskih deževnih gozdovih in savanah, kjer se zadržujejo predvsem v listju, deblih in skalovju. So araneofagi, kar pomeni, da se prehranjujejo z drugimi, pogosto večjimi pajki, kar je za majhne plenilce dokaj neznačilno. Priložnostno se hranijo tudi z jajčeci drugih pajkov in žuželkami, ujetih v mrežah. Posebnost teh pajkov je tudi ta, da za razliko od večine skakačev gradijo mreže.

### Taktike lovljenja
Pasivna obramba proti nevarnejšim nasprotnikom je že telo samo, ki spominja na odpadli, propadajoči list. Pajek se počasi prikrade na mrežo drugega pajka in pri tem izkorišča veter ter drugo dogajanje v ozadju, da zakrije svoje premike. Da privabi svoj plen, prične tresti mrežo v različnih vzorcih, kar je med ostalim odvisno od velikosti plena. Če je plen manjši od pajka, posnema upiranje ujete žuželke. Če je plen večji, postane situacija bolj zapletena, saj bi bil predhodni način nevaren zaradi napadalnosti nasprotnega pajka. Zaradi tega se poslužuje finejših vzorcev, tako da pomiri nasprotnika ali pa mu vzbudi lažno zanimanje, pri čemer se plen počasi približa; tovrstna taktika zahteva veliko časa in potrpežljivost. Poleg tega lahko tresljaje prilagodi na ta način, da se plen obrne v smer, s katere ga je najlažje napasti, kar je posebej pomembno pri nevarnejših vrstah, kot so pajki iz družine Pholcidae in pljuvači (Scytodidae).
Sposobnost uporabe raznolikih vzorcev verjetno pojasnjujejo prirojeni vzorci vedenja in učenje preko metode poskusov in napak, ki naj bi bilo pomembnejše in predvsem prilagodljivo oz. fleksibilno. Če se pajek sreča z novo vrsto plena, za katero nima prirojene taktike, skuša privabiti plen z množico različnih tresljajev, med katerimi pozneje, tj. pri ponovnem soočenju, uporablja samo tiste načine, ki so bili predhodno uspešni. Prilagodljivost taktik je pomembna tudi pri navigaciji do plena, kjer ni neposredne poti. Pri tem mora pajek pogosto načrtovati pot, ki se v začetnem delu odmika od plena in pri kateri izgubi neposredni vidni stik. Pri načrtovanju poti je bistven oster vid, sicer nasplošno značilen za skakače.

## Vrste
| Vrsta               | Klasifikacija vrste     | Področje bivanja                          |
| ------------------- | ----------------------- | ----------------------------------------- |
| Portia africana     | Simon, 1886             | Srednja in Zahodna Afrika                 |
| Portia albimana     | Simon, 1900             | od Indije do Vietnama                     |
| Portia assamensis   | Wanless, 1978           | od Indije do Malezije                     |
| Portia crassipalpis | Peckham & Peckham, 1907 | Singapur, Borneo                          |
| Portia fimbriata    | Doleschall, 1859        | Nepal, Šrilanka, od Tajvana do Avstralije |
| Portia heteroidea   | Xie & Yin, 1991         | Kitajska                                  |
| Portia hoggi        | Zabka, 1985             | Vietnam                                   |
| Portia jianfeng     | Song & Zhu, 1998        | Kitajska                                  |
| Portia labiata      | Thorell, 1887           | od Šrilanke to Filipinov                  |
| Portia orientalis   | Murphy & Murphy, 1983   | Hong Kong                                 |
| Portia quei         | Zabka, 1985             | Kitajska, Vietnam                         |
| Portia schultzi     | Karsch, 1878            | Južna, Srednja in Vzhodna Afrika          |
| Portia songi        | Tang & Yang, 1997       | Kitajska                                  |
| Portia strandi      | Caporiacco, 1941        | Etiopija                                  |
| Portia taiwanica    | Zhang & Li, 2005        | Tajvan                                    |
| Portia wui          | Peng & Li, 2002         | Kitajska                                  |
| Portia zhaoi        | Peng, Li & Chen, 2003   | Kitajska                                  |